# Marielle Goitschel
Pour les articles homonymes, voir Goitschel.
Marielle Goitschel, née le 28 septembre 1945 à Sainte-Maxime, Var, est une skieuse alpine française, originaire du Club des Sport de Val-d'Isère.
Elle s'est constitué en six ans (de 1962 à 1968) le plus beau palmarès de l'histoire du ski alpin féminin français avec notamment deux médailles d'or olympiques et sept titres de championne du monde.

## Biographie

### Jeunesse
Marielle Goitschel naît à Sainte-Maxime de Marie-Hélène Demange, native d’Épinal dans les Vosges, et de Robert Goitschel, coiffeur, natif de Genève quoique français, qui exerça, (entre autres à Epinal, rue Rualmenil et à Nice) le métier de coiffeur-parfumeur, footballeur avant l'avènement du professionnalisme (il joua au FAC Nice ainsi qu'à l'OM entre 1931 et 1933) . 
De cette union (mariage, célébré à Nice en 1934), sont en tout nés deux garçons : Claude, né à Épinal en 1928 et Jacques né à Nancy en 1930 et trois filles : Christine née en 1944 et Marielle née en 1945, toutes deux à Sainte-Maxime et Patricia en 1947 qui fut elle aussi championne de ski (Championne de France junior de slalom en 1964). Le neveu de Christine, Philippe Goitschel, est quant à lui un champion de ski de vitesse.

### Carrière sportive
Marielle Goitschel entre en équipe de France en 1960 à seulement 14 ans.
Deux ans plus tard, lors des championnats du monde de 1962 à Chamonix, elle devient championne du monde du combiné (à 16 ans et demi, record de précocité) et gagne une médaille d'argent en slalom.
Son duo constitué avec sa sœur aînée Christine marque le ski alpin français et les Jeux olympiques de 1964 à Innsbruck avec un doublé Christine et Marielle Goitschel en slalom, puis un autre doublé Marielle et Christine Goitschel en slalom géant.
À Portillo lors des championnats du monde de 1966, Marielle Goitschel remporte deux médailles d'or (géant et combiné) et une médaille d'argent en slalom. Elle reçoit également la médaille d'or en descente trois décennies plus tard, quand Erik Schinegger (qui avait décroché la première place) annonce son intersexuation.

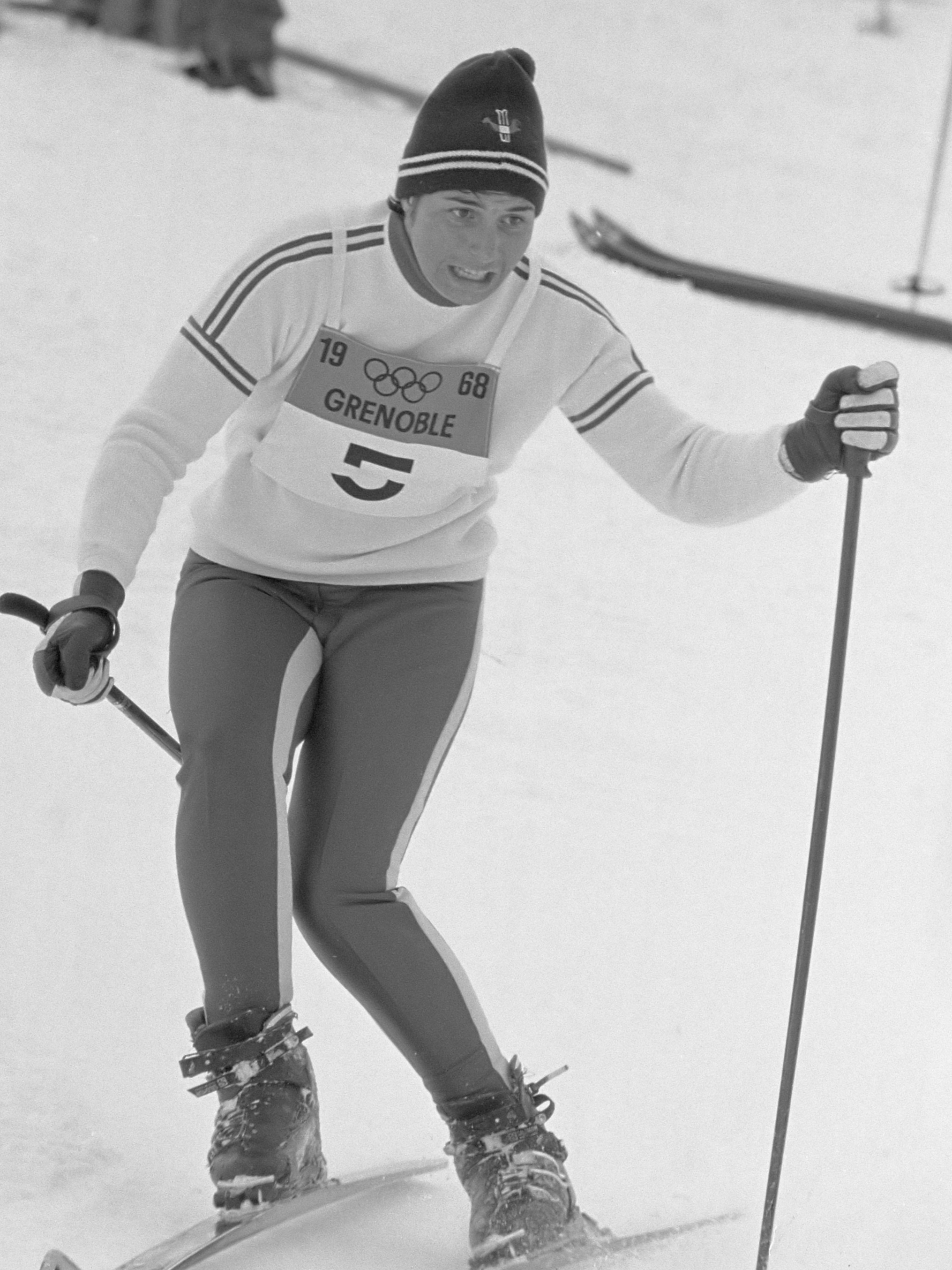
Marielle Goitschel en 1968.

Aux Jeux olympiques de 1968 à Grenoble, elle gagne le titre olympique en slalom.
Elle décide, après ces Jeux olympiques, à seulement 23 ans, d'arrêter sa carrière, couronnée de deux titres olympiques et de sept titres de championne du monde.
Championne du monde du combiné en 1962, 1964 et 1966 et vainqueur du Kandahar en 1964, 1965 et 1967, Marielle Goitschel fut la grande skieuse des années 1960, mais, étonnamment, elle ne remporta ni la Coupe du monde de ski (créée en 1967) ni le K de diamant.

### Incursion au cinéma
En 1969, elle joue dans Poussez pas grand-père dans les cactus, aux côtés de Francis Blanche.

### Vie privée
En 2006, elle participe au jeu de télé réalité Je suis une célébrité, sortez-moi de là ! aux côtés de Richard Virenque, Loana, Indra, Filip Nikolic, Agnès Soral ou encore Sonia Dubois.

### Engagement politique
Gaulliste revendiquée, Marielle Goitschel déclare en 1964 avoir gagné pour le président Charles de Gaulle. Celui-ci dira par la suite que sa sportive préférée, « c'est Marielle ».
Elle soutient Michel Debré à l'élection présidentielle de 1981.
Installée en Corse, elle est élue le 7 juin 2009 lors d'une élection municipale partielle à Grosseto-Prugna sur la liste de la majorité municipale.
Marielle Goitschel soutient le candidat LR François Fillon pour l'élection présidentielle de 2017. En 2022, elle est candidate soutenue par Jean Lassalle et son parti Résistons lors des élections législatives dans la circonscription de Biarritz-Hendaye ; elle obtient 3,19% des voix au premier tour, finissant en neuvième position ; le 1er juin 2023, le Conseil constitutionnel la déclare inéligible pour une durée de trois ans pour n'avoir pas déposé son compte de campagne.

### Jeux olympiques
| Épreuve / Édition | Descente | Slalom géant | Slalom |
| JO 1964 Innsbruck | 10e      | Or           | Argent |
| JO 1968 Grenoble  | 8e       | 7e           | Or     |

### Championnats du monde
| Épreuve / Édition      | Descente | Slalom géant | Slalom | Combiné |
| Mondiaux 1962 Chamonix | 7e       | 4e           | Argent | Or      |
| JO 1964 Innsbruck      | 10e      | Or           | Argent | Or      |
| Mondiaux 1966 Portillo | Or       | Or           | Argent | Or      |
| JO 1968 Grenoble       | 8e       | 7e           | Or     | Argent  |

### Coupe du monde

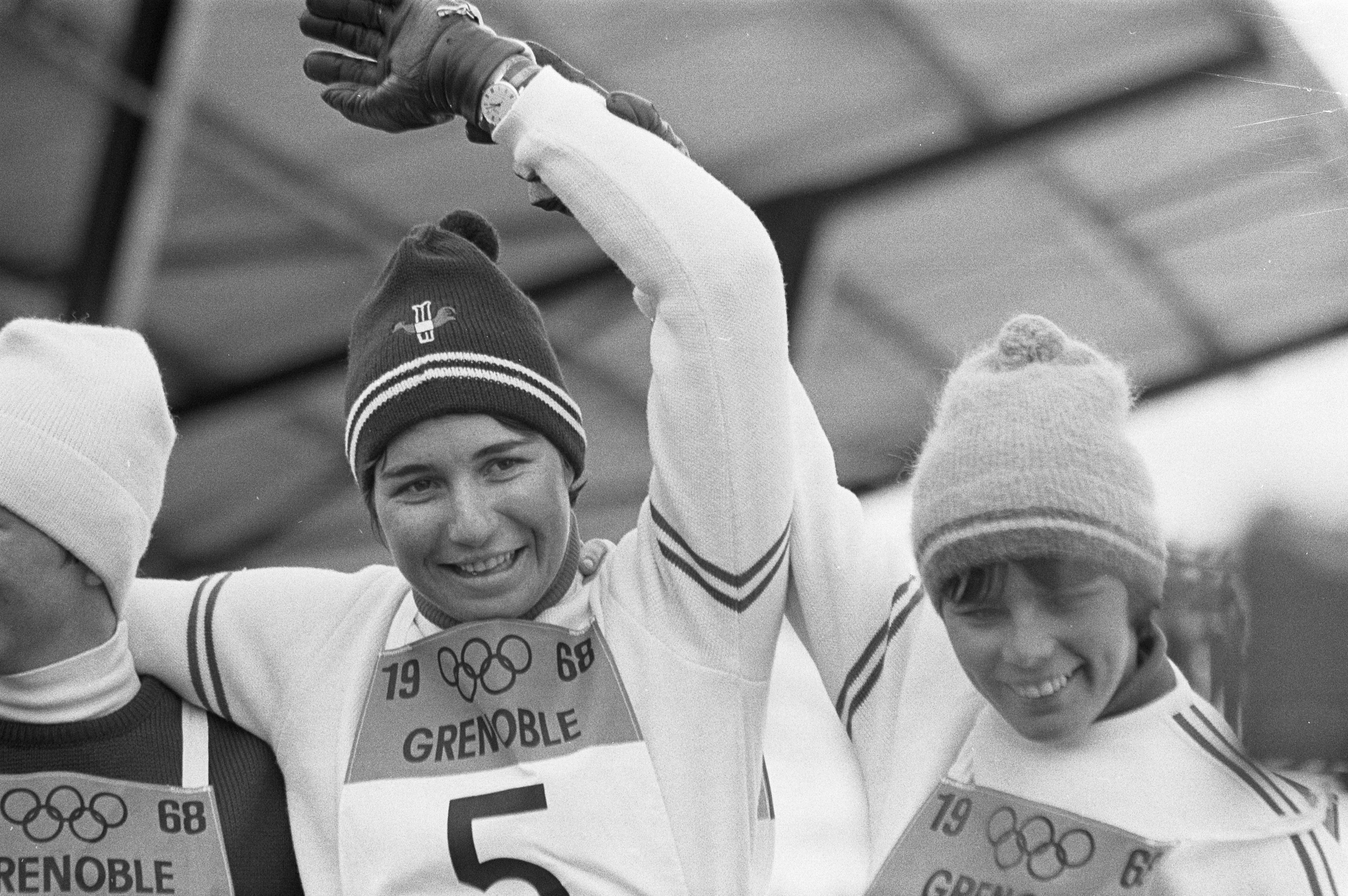
Marielle Goitschel (or) et Annie Famose (bronze) sur le podium du slalom aux Jeux olympiques d'hiver de 1968 à Grenoble.

- Meilleur résultat au classement général : 2e en 1967
  - Vainqueur de la coupe du monde de descente en 1967
  - Vainqueur de la coupe du monde de slalom en 1967 et 1968
  - 7 victoires : 2 descentes et 5 slaloms
  - 16 podiums

### Saison par saison
- Coupe du monde 1967 :
  - Classement général : 2e
    - Vainqueur de la coupe du monde de descente
    - Vainqueur de la coupe du monde de slalom
    - 2 victoires en descente : Schruns et Sestrières (Arlberg-Kandahar)
    - 2 victoires en slalom : Schruns et Franconia
- Coupe du monde 1968 :
  - Classement général : 4e
    - Vainqueur de la coupe du monde de slalom
    - 3 victoires en slalom : Oberstaufen, Grenoble (Jeux olympiques) et Rossland

### Arlberg-Kandahar
- Vainqueur du Kandahar 1964 à Garmisch, 1965 à Sankt Anton et 1967 à Sestrières
  - Vainqueur de la descente 1967 à Sestrières

### Championnats de France
Elle a été 7 fois Championne de France dont : 
- 2 fois Championne de France de Slalom Géant en 1965 et 1966
- 3 fois Championne de France de Slalom en 1965, 1966 et 1967
- 2 fois Championne de France de Combiné en 1965 et 1966

## Récompenses
- Champion des Champions français de L'Équipe en 1964
- Elle est la seule sportive avec Florence Arthaud à avoir obtenu à deux reprises le Prix Monique Berlioux de l'Académie des sports[7] (en 1962 et 1968), récompensant la meilleure performance féminine sportive de l'année écoulée.
- Elle est le seul sportif -avec Jean-Pierre Rives- double lauréat du Prix Henri Deutsch de la Meurthe de l'Académie des sports, en 1964 (avec sa sœur), et 1966, récompensant un fait sportif pouvant entraîner un progrès matériel, scientifique ou moral pour l’humanité.

## Décorations
- Officier de la Légion d'honneur[8]
- Chevalier de l'ordre national du Mérite

## Hommage
Ses skis de slalom sont exposés au musée dauphinois lors de l'exposition célébrant le cinquantième anniversaire des Jeux olympiques de 1968.